# Фарид ад-Дин Аттар
Фарид ад-дин Мухаммад ибн Ибрахим Аттар (فریدالدین عطار; още – Фаридадин, Фаридуддин) (ок. 1142 – 1220) е персийски поет и суфистки теоретик, сред тримата „Велики суфии“.

## Биография
Роден около 1142 г. в град Нишапур (провинция Хорасан), разположен югозападно от Мешхед, дн. Иран. На младини пътува из Египет, Туркестан и Индия. Малко е известно за неговия живот. Син на преуспяващ аптекар, той получава отлично образование по медицина, арабски и богословие в медресето към гробницата на имам Реза в Мешхед. Според неговата „Мосибат-наме“ („Книга на страданията“) е работил при баща си, след чиято смърт поема дрогерийния бизнес.
Аттар е сред най-известните поети-мистици на Иран. Заедно със Санаи оказва силно влияние върху Руми и неговите суфистки възгледи. И двамата поети са споменати от него неколкократно със засвидетелствано дълбоко уважение. За Аттар Руми пише:
„Аттар скиташе из Седемте долини на любовта – ние сме все още на една пътечка.“
Името Аттар е творчески псевдоним. То означава билкар, дрогерист, парфюмерист.

## Творчество
Аттар е сред най-продуктивните творци на персийската литература. Автор е на над 100 творби с различна дължина – от няколко страници до няколко тома. Днес са запазени около 30 негови творби.
В характерния за суфистките поети стил Аттар величае земната любов в качеството ѝ на прелюдия към небесната, божествената любов. Тя може да бъде и в несъвършена форма, ала да запази своите духовни аспекти, тъй като възлюбеният се превръща в известен смисъл в „Единствен“ и „Божествен“. Негова известна притча разказва за любовта на султан Махмуд Газневи и роба Малик Аяз. В своята „Елахи Нама“ поетът събира 8 истории за тяхната споделена любов и преданост.
Най-известната творба на Аттар е шедьовърът на персийската литературна съкровищница „Мантик ал-тайр“ („Птичият събор“) – поема от 4600 двустишия. Творбата разказва за пътуването на ято птици, водени от папуняк, към дома на техния бог, когото никога не са виждали. При пристигането си след тежък и изпълнен със смъртоносни премеждия път оцелелите откриват, че не друг е техният бог, а те самите, като сплотено цяло – суфистка алегория за единение на човешкото и божественото.
Сред другите му известни творби са „Мухтар-наме“ – сборник с биографии на шейхове, „Диван“ (събрани съчинения) и „Тадхират ал-Авлия“, (или „Биографии на светците“), разказваща за ранните суфистки учители.
Говорейки с философски обобщения, повечето творби на Аттар са популярни и относително лесни за възприемане.
- Илюстрации от Мантик ал-тайр